# شركة نفط الشمال (قطر)
شركة نفط الشمال (NOC) هي شركة لإنتاج النفط الخام والغاز الطبيعي مقرها في قطر ، و هي ثمرة شراكة مناصفة بين شركتي قطر للطاقة و بين توتال.

## روابط خارجية
- قطر للبترول تُنشئ "شركة نفط الشمال" لتطوير وتشغيل حقل الشاهين النفطي مستقبلاً، وتختار توتال شريكاً لها
- موقع الشركة على الويب